# De Derde Kamer (organisatie)
De Derde Kamer was tussen 2003 en 2006 een aan het parlement refererende vergaderorganisatie van het NCDO, waar 120 Nederlanders en 30 mensen uit ontwikkelingslanden aan meededen. Zij hadden een uitgesproken mening over internationale samenwerking. Samen bedachten ze voorstellen om het beleid voor internationale samenwerking te verbeteren en debatteerden ze met politici uit de Tweede Kamer. Ook spraken ze in hun eigen stad of dorp met bewoners over hun voorstellen en hun ervaringen in De Derde Kamer en gaven ze interviews aan de regionale en lokale pers. De dertig leden uit ontwikkelingslanden waren volwaardig lid van De Derde Kamer. Daarnaast functioneerden ze als adviseur en klankbord voor de Nederlandse leden. Zo toetste De Derde Kamer haar ideeën aan wat mensen uit ontwikkelingslanden zelf belangrijk vonden. In juni en in november waren de buitenlandse leden aanwezig bij de bijeenkomsten van De Derde Kamer. 
Sinds 2008 is de Derde Kamer een lespakket van de Eerste Kamer en de Tweede Kamer om aan kinderen uit te leggen hoe politiek werkt en een platform om te discussiëren over politieke onderwerpen.